# Filipeni (Bacău)
Pour les articles homonymes, voir Filipeni.
Filipeni est une commune du județ de Bacău en Roumanie.